# Cabela's Big Game Hunter 2009
Cabela's Big Game Hunter 2009, conhecido por Cabela's Big Game Hunter nas versões das consolas, e também por vezes Cabela's Big Game Hunter 2009: Legendary Adventures (se bem que é diferente do jogo Cabela's Legendary Adventures) ou ainda outras variantes, é um jogo de simulação de caça com visão em terceira pessoa produzido pela empresa romena Magic Wand Productions. A empresa Activision Value (uma divisão da Activision) foi a responsável pela distribuição do jogo. Cabela's Big Game Hunter 2009 faz parte duma linha de jogos de caça da companhia Cabela's, empresa especializada em venda de armas e outros acessórios de caça para a vida real.

## Jogabilidade
O jogador assume o papel de caçador, no qual se pode equipar com inúmeras armas de caça, "chamadores" (para chamar animais), abrigos, entre outros.
O jogo decorre todo ele na terceira pessoa, excepto no momento em que se faz pontaria, adoptando-se então uma visão em 1º pessoa através da mira.
O jogador ainda dispõe de "ajudas", tais como o Instinto de Caçador e Modo de Adrenalina

### Modos de jogo
O jogo apresenta dois modos de jogo: Carreira e Caça Livre.
No modo Carreira, o jogador viaja pelo mundo, caçando os animais descritos nos objectivos, em modo de história. O jogador vai ganhando armas e outros acessórios. Os locais de caça estão distribuidos pelo mundo inteiro, desde a América até à Oceânia, passando pela África.
Em Caça Livre o jogador pode caçar, sem história nem objectivos fixos, nos locais já desbloqueados no modo Carreira.

## Peças de caça
O jogo tem um total de 48 animais, entre os quais 12 são aves e 5 são predadores, o que significa que atacam o jogador, podendo-o até "matar", e caso o jogador perca tem de recomeçar do último chekpoint.
| Anatidae                    | Bovídeos                        | Canídeos                     | Cervídeos                 | Chinchillidae |
| --------------------------- | ------------------------------- | ---------------------------- | ------------------------- | ------------- |
| Ganso-alado (em inglês)     | Antílope-salta-rochas           | Chacal (em inglês)           | Alce de Yukon             | Viscacha      |
| Ganso-do-canadá             | Blackbuck (em inglês)           | Coiote                       | Camurça                   |               |
| Ganso-do-egipto             | Búbalu                          | Raposa                       | Cariacu                   |               |
| Pato-do-paraíso (em inglês) | Búfalo-africano                 | Raposa-cinzenta              | Gamo                      |               |
| Marreca-pardinha            | Búfalo-asiático                 |                              | Rena                      |               |
| Pato-real                   | Carneiro-das-Montanhas-Rochosas |                              | Uapiti                    |               |
|                             | Carneiro-de-Dall                |                              | Veado-de-Axis (em inglês) |               |
|                             | Cudo                            |                              | Veado-mula                |               |
|                             | Cob-untuoso                     |                              | Impala                    |               |
|                             | Dik-dik                         |                              |                           |               |
|                             | Niala                           |                              |                           |               |
|                             | Gazela-girafa                   |                              |                           |               |
| Felídeos                    | Phasianidae                     | Pteroclididae                | Leporidae                 | Mustelídeos   |
| Leão                        | Codorniz-azul (em inglês)       | Cortiçol-de-garganta-amarela | Lebre                     | Mustela       |
| Leopardo                    | Faisão-comum (em inglês)        |                              |                           | Zibelina      |
| Lince                       | Perdiz                          |                              |                           |               |
| Puma                        | Perdiz-do-luar (em inglês)      |                              |                           |               |
|                             | Tetraz-azul (em inglês)         |                              |                           |               |
| Suidae                      | Sciuridae                       | Ursídeos                     |                           |               |
| Javali                      | Marmota                         | Urso-cinzento                |                           |               |

## Gráficos
O jogo apresenta dois modos de gráficos: Normal e Melhorado. Podem-se instalar ambos, ou apenas escolher um (para poupar espaço, por exemplo). No modo Normal, os requisitos são baixos, de maneira a ser compatível com mais PCs. Já no modo Melhorado, os requisitos já são elevados, o que torna o jogo apenas suportados por PCs mais recentes/melhor equipados.
Requisitos recomendados - modo Melhorado:
- Sistema operativo: Windows 2000 / XP
- Processador: Intel Pentium 4 / AMD Athlon XP/MP 2 GHz
- Disco rígido: 1400 MB de espaço livre não comprimido
- Memória RAM: 1 GB
- DVD-ROM
- Placa gráfica: GeForce 7900 / ATI Radeon X1900 (256MB VRAM) ou melhor.
- DirectX versão 9.0c
- Placa de som compatível com DirectX